# Ральф Ашер Алфер
Ральф Ашер Алфер (3 лютого 1921, Вашингтон — 12 серпня 2007, Остін) — американський космолог, автор новаторської теорії нуклеоситезу Великого вибуху, передбачив фонове реліктове випромінювання космосу в мікрохвильовому діапазоні.

## Біографія

### Дитинство, юність
Ральф Ашер народився 3 лютого 1921 року в столиці США, місті Вашингтон. Його батько був єврейським мігрантом, що втік з Вітебська (колишня Російська імперія, сучасна Білорусь) від козацьких погромів і працював будівельником. У 15 років Ральф закінчив вищу школу Теодора Рузвельта у Вашингтоні (англ. Theodore Roosevelt Senior High School) і отримав звання очільника кадетської програми цієї школи. Ральф працював у шкільному театрі два роки режисером-постановником.
1938 року його мати, Роуз Мелісон померла від раку шлунка, а батько пізніше одружився вдруге.

### Кар'єра
У віці 16 років йому запропонували повну стипендію в Массачусетському технологічному інституті (MIT), але після обов'язкової співбесіди йому було остаточно відмовлено без зайвих роз'яснень. Сам Ральф впевнений, що причиною слугували антисемітські настрої в суспільстві. Пізніше йому було відмовлено в стипендії на хімічному факультеті університету Джорджа Вашингтона (GWU), ймовірно, з тих самих причин. Проте йому все ж таки вдалося пізніше отримати диплом бакалавра з фізики цього університету.
Вивчивши основи стенографії (англ. Gregg shorthand), з 1937 року Ральф Алфер почав працювати асистентом директора Американського геофізичного союзу.
Під час Другої світової війни, 1940 року був прийнятий на роботу до департаменту з вивчення земного магнетизму фонду Карнегі під керівництво доктора Скота Форбуша (англ. Scott Forbush), що виконував дослідження з розмагнічування суден на замовлення військово-морського флоту США. Ральф Ашер зробив значний внесок в розробку детонаторів Mark 32 і Mark 45, торпед, систем управління корабельною артилерією та інших засекречених проектів. За свій вклад був нагороджений відзнакою.
З 1944 по 1955 роки Ральф Алфер пропрацював у лабораторії прикладної фізики (APL) університету Джона Хопкінса над розробкою балістичних ракет і систем наведення.

### Докторська дисертація
В університеті Ральф Алфер знайомиться з Георгієм Гамовим, відомим радянським перебіжчиком, світилом науки, і обирає його собі науковим керівником. Теоретичні побудови Гамова потребували математичних обчислень, які міг надати Ральф.
1948 року Ральф Алфер захистив докторську дисертацію «До питання про походження і відносної поширеності елементів» (англ. On the Origin and Relative Abundance of the Elements) з теорії нуклеосинтезу шляхом захоплення нейтронів і отримав звання доктора фізичних наук. Оскільки дисертація була новаторською, понад 300 осіб взяли участь в її публічному захисті, вона висвітлювалась в анімаційних роботах, в статтях у великих газетах. Це було досить незвично для докторської дисертації. Уперше його робота була видана 1 квітня 1948 року за авторства Алфера, його наукового керівника Гамова і, запрошеного заради красивого заголовка, Ганса Бете — αβγ-стаття.
Починаючи з 1948 року, у вільний від основної роботи час, в цій же лабораторії він співпрацює з доктором Робертом Германом (англ. Robert Herman) над теоретичним обґрунтуванням фонового реліктового випромінювання космосу в мікрохвильовому діапазоні. Ця його робота була забута до початку 1960-х років, поки Роберт Діккі і Яків Зельдович не опублікували власні розрахунки.
1964 року Пензіасом і Робертом Вілсоном на радіотелескопі лабораторії Белла було відкрито реліктове випромінювання, виміряна його температура. За це вони отримали нобелівську премію з фізики 1978 року.

### Пізніша кар'єра
1955 року Ральф Алфер перейшов до науково-дослідного центру Дженерал Електрік, займався проблемами входження космічних апаратів в атмосферу Землі. Також не поривав зв'язків з Робертом Германом, що на той час перейшов до дослідницької лабораторії Дженерал Моторс, продовжував розробку космологічних проблем.
1986 року Ральфа Ашера Алфера прийняли до Американської академії мистецтв і наук.
З 1987 по 2004 роки працював професором фізики і астрономії в Юніон-коледжі Скенектеді, одночасно обіймаючи посаду директора обсерваторії Дадлі.
2001 року Алфер і Герман (посмертно) у видавництві Оксфордського університету (англ. Oxford University Press) видали свою спільну підсумкову працю з космології — «Генезіс Великого вибуху».
З 2004 року й до самої смерті обіймав посаду заслуженого директора обсерваторії і заслуженого професора в Юніон-коледжі Скенектеді, де отримав звання почесного доктора наук з фізики й астрономії.
У лютому 2007 року Ральф впав і зламав стегно, після тривалої хвороби він помер 12 серпня 2007 року в місті Остін, штат Техас.

## Громадська діяльність
Ральф Ашер жив досить активним громадським життям. Брав активну участь в місцевому скаутському русі, розвивав скаутське теле- (WMHT-TV) і радіомовлення (WMHT-FM) на території міст Олбані і Скенектаді.

## Нагороди і відзнаки
- 10 грудня 1945 року — відзнака за розвиток військово-морського флоту США (англ. Naval Ordnance Development Award).
- 1975 — Магелланівська премія від Американського філософського товариства.
- медаль Георга Вандерліндена від Бельгійської академії наук.
- 1993 — Медаль Генрі Дрейпера від Національної академії наук США[13].
- 2005 — Національна медаль науки. Отримана посмертно 2007 року сином Віктором, бо батько не зміг явитись на нагородження до президента Джорджа Буша через свою хворобу. У номінації важливу роль зіграв американський астроном Ніл Деграйс Тайсон.

Відзнаки Нью-Йоркської академії наук та Інституту Франкліна в Філадельфії.
На основі теоретичних побудов Ральфа Алфера двічі були отримані нобелівські премії, 1978 (Пензіасом і Вілсоном) і 2006 (Мазером і Смутом) років.

## Світогляд

### Наука
1980 року в бесіді зі своїм сином Віктором під час вибору напрямку вищої освіти Ральф Алфер наголосив, що визнання для нього ніколи не було вирішальним моментом при прийнятті рішень вибору кар'єри, аспірантури: 
|  | Ти повинен насолоджуватися і знаходити задоволення від роботи, яку робиш кожен день, тому що ти не будеш отримувати часто ні нагород, ні схвальних поплескувань по спині. |

У інтерв'ю журналу «Discover» 1999 року Ральф Алфер так визначив першопричини, що штовхають людей займатись наукою: 
|  | Є дві причини, чому ви займаєтесь наукою. Перша з них, це альтруїстичне почуття, що можливо ви зможете зробити свій внесок в скарбницю знань людства про світ. Інша, більш особиста, визначає вашу потребу отримати визнання серед вашого оточення. Чітко й просто. |

### Релігія
Незважаючи на те, що Ральф народився в юдейській родині, себе він визнавав агностиком і гуманістом. Після своєї розмовки з рабином реформистської синагоги міста Сенектеді, у 1950-60-х роках зблизився з іншими єврейськими родинами унітаристів. 2004 року, ховаючи дружину Луїзу, Ральф Алфер намагався як можна точніше дотримуватись юдейських традиційних обрядів і вимагав того ж самого від свого сина для себе.

## Родина
Був одружений з Луїзою Еллен Сімонс. Вона працювала секретаркою в Державному департаменті, хоча за фахом психолог. Пара одружилась на початку 1942 року
Нажив двох дітей: сина Віктора і доньку Гарієт, що вийшла заміж за єврея-фундаменталіста з яким познайомилась в коледжі.